# Ducado de Nemi

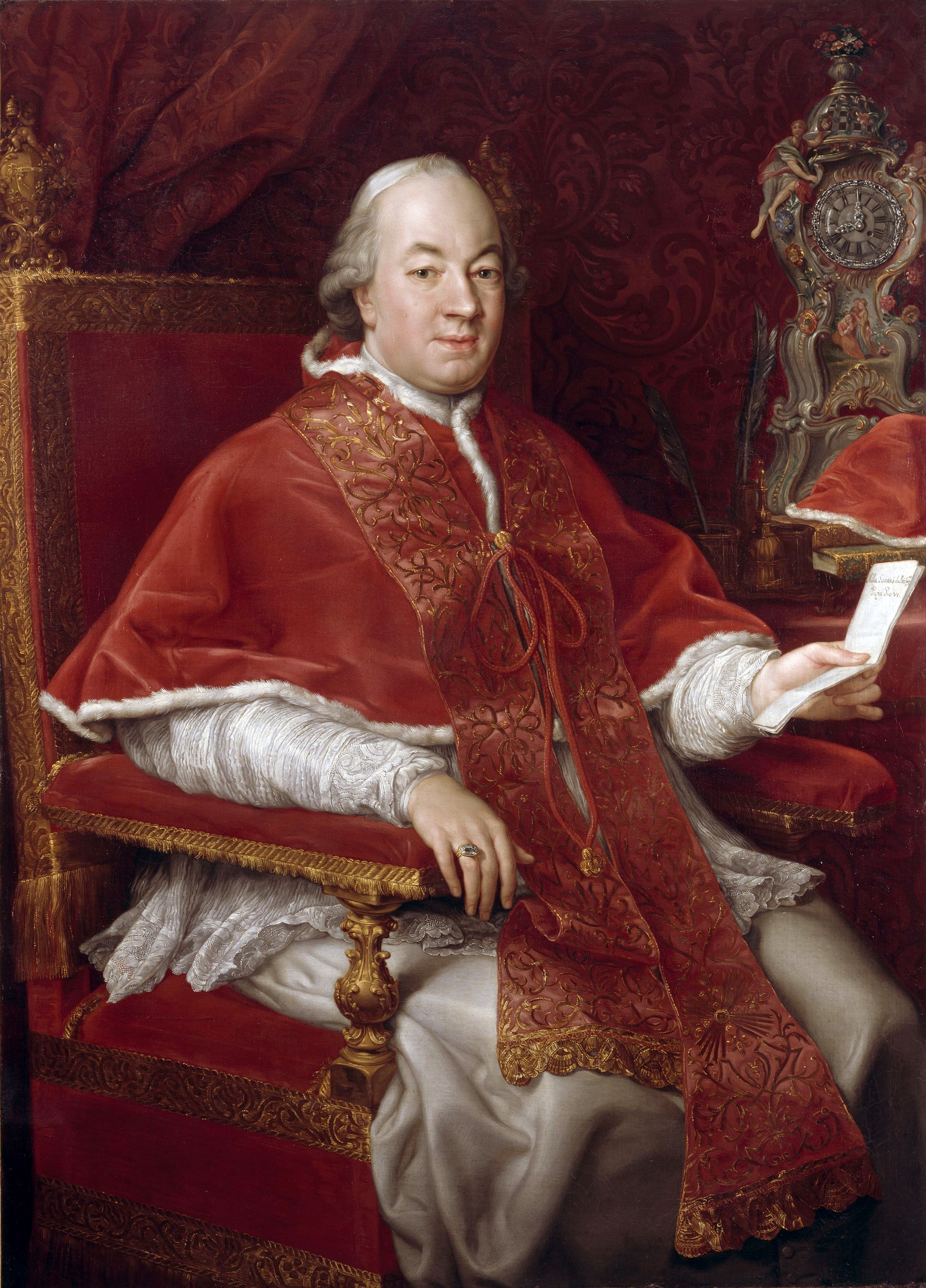
Papa Pío VI, quién creó el título de duca di Nemi, para su sobrino Luigi Braschi Onesti, G.E. y padre del i duque de Nemi (en España).

El ducado de Nemi es un título nobiliario español creado por el rey Fernando VII de España el 6 de septiembre de 1828, a favor de Pío Braschi Onesti, ii duca di Nemi (en los estados Pontificios).

## Denominación
Su denominación hace referencia a la localidad de Nemi, a las afueras de Roma.

## Antecedentes

### En Italia
La familia Frangipane poseía el Marquesado de Nemi, el cual fue comprado por Pío VI para su sobrino Luigi Braschi Onesti (1745-1816), a quien colmó de honores y riquezas, así como al hermano de este, Romoaldo Braschi Onesti, a quién le concedió, entre otros honores, el Capelo Cardenalício.
El 14 de noviembre de 1786 el marquesado fue convertido en ducado.
S.S. Pío VI, fiel a la costumbre de la época de practicar el nepotismo, entregó a su sobrino, el marqués Onesti, los fondos necesarios para la construcción del Palazzo Braschi, que sus herederos vendieron, poco más tarde, al estado Italiano. Hoy es el museo di Roma.
Luigi Braschi Onesti, casó con la acaudalada Costanza Falconieri, principessa di Rocca Sinibalda, y tuvieron por hijo a Pío Braschi-Onesti, marqués y conde Braschi-Onesti, ii duca di Nemi (en Italia) y i duque de Nemi (en España).

### En España
A Luigi Braschi Onesti, i duca di Nemi, se le concedió la G.E. de primera clase el 14 de noviembre de 1786, por parte de Carlos III, siendo ratificada con el ducado de Nemi en la persona de su hijo Pío Braschi Onesti, ii duca di Nemi, i duque de Nemi, el 6 de septiembre de 1828, por parte del rey Fernando VII. El título fue rehabilitado nel 27 de diciembre de 1990 por Juan Carlos I de España.

## Duques de Nemi
|                                  | Titular                                     | Periodo                   |
| Creación por Fernando VII        | Creación por Fernando VII                   | Creación por Fernando VII |
| -------------------------------- | ------------------------------------------- | ------------------------- |
| i                                | Pío Braschi Onesti, marchese e conte Onesti | 1828-1864                 |
| Rehabilitación por Juan Carlos I |                                             |                           |
| ii                               | Giovanni Angelo Theodoli-Braschi            | 1990-actual titular       |

- Luigi Braschi Onesti (1745-1816), hijo de Girolamo Onesti y Giulia Francesca Braschi fue adoptado por su tío, el Papa Pío VI (Gianangelo Braschi). Se casó con Costanza Falconieri y tuvieron hijos: 
  - Pío Braschi Onesti (5 de junio de 1804-11 de febrero de 1864) casado con Ana Curti Lepri. Hereda el título nobiliario
  - Giulia Braschi Onesti (1793-1846) casada con el conde de Castel San Pietro Bonaccorso Bonaccorsi (-1855) con quien tuvo 2 hijos: 
    - Flavio Bonaccorsi Braschi (1826) casado con Angiola Chigi Albani della Rovere Doria con quien tuvo 4 hijos: María, Alessandro, Leopoldo y Antonietta
    - Giulia Bonaccorsi Braschi

- Pio Braschi-Onesti (5 de junio de 1804-11 de febrero de 1864) se casó con Anna Curti Lepri (1803-1879) y tuvieron a Romualdo Braschi-Onesti. Anna Curti Lepri estuvo casada en primeras nupcias con el Marqués de Roccagiovine, Luigi del Gallo, con quien tuvo un hijo: Alessandro del Gallo, quien se casó con Julie Bonaparte. En su segundo matrimonio con Pío Braschi Onesti tuvo dos hijos: 
  - Romualdo Braschi-Onesti (19 de abril de 1849)
  - Constanza Braschi-Onesti (21 de octubre de 1843) casada con el conde Francesco Zucchini con quien tuvo a Matilde Zucchini

- Romualdo Braschi-Onesti (19 de abril de 1849-1923) se casó con Emmanuelita Calcagno. Tuvieron una hija llamada Giulia

- Giulia Braschi-Onesti (1885 - 8 de abril de 1957) se casó con Clemente Theodoli (6 de noviembre de 1878-26 de setiembre de 1956)

- Pío Theodoli (1 de septiembre de 1912 - 1999) se casó con Adriana Moscatelli (1921-2008).

- Giovanni Angelo Theodoli-Braschi (1942- ) se casó con Giada Ruspoli (1949-) y luego con Maria Bernadette Milstein. Sus hijos son Costanza Nicoletta y Stefano Marcello Theodoli-Braschi.